# اپیستیلبیت
سیلیکات (به انگلیسی: Epistilbite) با فرمول شیمیایی Ca[Al2Si6O16].5H2O از مجموعه کانی هاست و سفید محلول در HCl CaO:۶٫۰۱٪  Al2O۳:۱۰٫۹۳٪  SiO۲:۷۳٫۴٪  H2O:۹٫۶۶٪   از نظر شکل بلور: هیدروترمال - بعد از آتشفشانی، رنگ: منشوری، شفافیت: نامنظم، شکستگی: شیشه ای، جلا: کامل - مطابق با سطح، رخ: سیلیکات، سیستم تبلور: اپیستیلبیت و در رده‌بندی مونوکلینیک استهمچنین خاصیت مغناطیسی شفاف - نیمه کدر و منشأ تشکیل آن ندارد. است.
کاربرد آن: چک اسلواکی، از نظر ژیزمان بلوری - آگرگات دانه ریز شعاعی - کروی کمیاب است و بیشتر در ایسلند، انگلستان، چک اسلواکی، هند، آمریکا، کانادا یافت می‌شود.

## منبع
- پردیس کشاورزی ایران